# غروب محدود (فیلم)
غروب محدود یا غروب با مسئولیت محدود (به انگلیسی: The Sunset Limited) فیلمی تلویزیونی محصول سال ۲۰۱۱ و به کارگردانی تامی لی جونز است. در این فیلم بازیگرانی همچون ساموئل ال. جکسون و تامی لی جونز ایفای نقش کرده‌اند.